# Classe Dardo
Pour les articles homonymes, voir Dardo.
La classe Dardo (appelé aussi Classe Freccia) est une classe de destroyers construit pour la Regia Marina dans les années 1930.
Avec la classe Dardo (1930-32), composée de quatre unités, la Regia Marina met en service un nouveau destroyer rapide, doté d'un déplacement d'environ 1 500 tonnes, d'un armement compact composé de quatre canons Ansaldo 120/50 Mod. 1926 en deux systèmes jumelés et de deux tubes lance-torpilles triples.

Ces navires avaient une seule cheminée massive, caractéristique des navires italiens de l'époque, et étaient très rapides, mais mal armés en termes de torpilles.
Ils étaient essentiellement une version élargie de la classe Turbine antérieure. Quatre navires de cette classe ont été construits en 1933 avec des modifications pour la Grèce, formant la classe Kountouriotis. Une deuxième série a été construite avec des améliorations, également composée de quatre unités et nommée  Classe Folgore ou Classe Dardo Série II .

## Conception et description
Les destroyers de la classe Dardo étaient des versions agrandies et améliorées de la classe Turbine précédente. Ils avaient une longueur totale de 96,15 mètres, une largeur de 9,75 mètres et un tirant d'eau moyen de 3,15 mètres. Ils déplaçaient 1 225 tonnes à charge normale et 2 150 tonnes en charge totale. Leur effectif en temps de guerre était de 6 officiers, 159 sous-officiers et marins.
Les Dardo étaient propulsées par deux turbines à vapeur à engrenages Parsons, chacune entraînant un arbre d'hélice à l'aide de la vapeur fournie par trois chaudières Thornycroft. Les turbines étaient conçues pour produire 44 000 chevaux-vapeur (33 000 kW) et une vitesse de 30 nœuds (56 km/h) en service, bien que les navires aient atteint des vitesses de 38-39 nœuds (70-72 km/h) pendant leurs essais en mer alors qu'ils étaient légèrement chargés. Ils transportaient suffisamment de fioul pour avoir une autonomie de 4 600 milles nautiques (8 500 km) à une vitesse de 12 nœuds (22 km/h).
Leur batterie principale était composée de quatre canons de 120 millimètres dans deux tourelles jumelées, une à l'avant et une à l'arrière de la superstructure. La défense antiaérienne (AA) des navires de la classe Dardo était assurée par une paire de canons AA de 40 millimètres dans des affûts simples au milieu du navire et une paire d'affûts doubles pour des mitrailleuses Breda Model 1931 de 13,2 millimètres. Ils étaient équipés de six tubes lance-torpilles de 533 millimètres dans deux montages triples au milieu du navire. Bien que les navires ne soient pas dotés d'un système de sonar pour la lutte anti-sous-marine, ils sont équipés d'une paire de lanceurs de grenades sous-marines. Les Dardo peuvent transporter 54 mines.

## Navires de la classe

### Marine Italienne
- Dardo

Construit par le cantieri navali Odero, Sestri Ponente,
lancement le 6 septembre 1930 – mise en service le 25 janvier 1932
Capturé par les Allemands et renommé TA31. Sabordé le 24 avril 1945.
- Freccia

Construit par CT Riva Trigoso, Gênes
lancement le 3 août 1930 – mise en service le 21 octobre 1931
Coulé le 8 août 1943 au large de Gênes par des bombardements.
- Saetta

Construit par CT Riva Trigoso, Gênes,
lancement le 17 janvier 1932 – mise en service le 10 mai 1932
Coulé par une mine le 3 février 1943 avec la perte de 170 hommes, 39 survivants.
- Strale

Construit par Odero, Sestri Ponente,
lancement le 26 mars 1931 – mise en service le 6 février 1932
Éperonné et coulé par le sous-marin HMS Odin le 14 juin 1940. Échoué le 21 juin 1942 près du cap Bon et torpillé par le sous-marin britannique HMS Turbulent.

### Marine Grecque
La marine grecque commanda quatre destroyers à l'Italie en 1929 de conception similaire à la classe Kondouriotis. La principale différence avec les navires italiens était la substitution de quatre canons simples de 120 mm (modèle Ansaldo 1926) pour les tourelles doubles utilisées dans les navires de la marine italienne.
- RHS Hydra

Construit par Odero, Sestri Ponente, 
lancement le 21 octobre 1931 – mise en service en novembre 1932
Coulé par l'aviation allemande le 22 avril 1941.
- RHS Spetsai

Construit par Odero, Sestri Ponente, 
mise en service en mai 1933
Retiré du service en 1946, démoli en 1947.
- RHS Psara

Construit par Odero, Sestri Ponente, 
mise en service en mai 1933
Coulé par l'aviation allemande le 20 avril 1941.
- RHS Kountouriotis

Construit par Odero, Sestri Ponente, 
lancement le 29 août 1931 – mise en service en novembre 1932
Retiré du service et démoli en 1946.

## Sources
- (en) Cet article est partiellement ou en totalité issu de l’article de Wikipédia en anglais intitulé « Freccia-class destroyer » (voir la liste des auteurs).